# Megachile rufiplantis
Megachile rufiplantis är en biart som beskrevs av Joseph Vachal 1904. Megachile rufiplantis ingår i släktet tapetserarbin, och familjen buksamlarbin. Inga underarter finns listade i Catalogue of Life.